# La Syndicaliste
Pour plus de détails, voir Fiche technique et Distribution.
La Syndicaliste est un film franco-allemand réalisé par Jean-Paul Salomé, sorti en 2022.
Il s'agit de l'adaptation du livre-enquête, du même titre, publié par Caroline Michel-Aguirre, cheffe du service investigations à L'Obs, consacré à Maureen Kearney, une syndicaliste d'Areva qui a dénoncé les manœuvres politico-économiques autour de la filière nucléaire française et des intérêts chinois. Cette lanceuse d'alerte est soumise à des intimidations. L'affaire Areva devient l'affaire Maureen Kearney à la suite du viol avec actes de barbarie subi par la syndicaliste en décembre 2012,.
Le film a été présenté en compétition dans la section « Orizzonti » à la Mostra de Venise 2022.

## Synopsis
Maureen Kearney, syndicaliste CFDT et secrétaire du comité de groupe européen d'Areva, entreprise française et multinationale de premier plan de l'industrie nucléaire, est très engagée et appréciée des salariés. Elle entretient de bonnes relations de travail avec la dirigeante de l'entreprise jusqu'au remplacement de celle-ci. Elles subissent chacune à leurs niveaux des reproches d'incompétence, rabaissées à leur condition de femmes ignorantes, usurpant leurs places dans ce monde contrôlé par des hommes.
En 2012, un informateur travaillant chez EDF fait part à la syndicaliste d'un accord secret (entre EDF, Areva et l'opérateur nucléaire chinois CGNPC,) qui permettrait des transferts de technologie nucléaire et qui menace l'avenir d'Areva, de ses sous-traitants et de toute l’industrie française du nucléaire. Craignant de graves conséquences sociales, elle dénonce ce projet et se retrouve en position de lanceuse d’alerte. Elle se heurte au nouveau PDG d'Areva Luc Oursel, partie prenante de ces négociations secrètes impliquant des intermédiaires affairistes. Avec toute l'intersyndicale d'Areva, elle mène l'opposition à cet accord, alerte les politiques et les médias et obtient que le ministre de l'Économie Arnaud Montebourg y prête attention. Sans action concrète en retour, en dernier recours, un rendez-vous avec le président François Hollande est fixé le 17 décembre 2012. Le jour prévu pour ce rendez-vous, elle est victime dans sa maison d'un viol avec un manche de couteau et un acte de barbarie : un « A » scarifié sur le ventre. Ligotée à une chaise, bâillonnée, un bonnet sur la tête elle est menacée d'un « C’est le deuxième avertissement, il n’y en aura pas de troisième ».
D'après les enquêteurs, les prélèvements ADN effectués sur la scène de crime correspondent à ceux de la famille et de la femme de ménage ; il n'y pas trace d'appels téléphoniques prouvant les menaces téléphoniques reçues. Mise en garde à vue au motif de dénonciation de délit fictif, menacée et fragilisée par l'enquêteur prétendant que son mari aurait témoigné contre elle, la syndicaliste avoue sous la pression « avoir inventé son agression », puis se rétracte rapidement. Elle n'obtient pas d'entretien avec la juge d'instruction et se voit condamnée en première instance,,,.
Soutenue par le syndicat CFDT, elle change d'avocat et fait appel. Ses défenseurs retrouvent la trace des relevés d'appels téléphoniques et obtiennent la preuve que les prélèvements d'ADN effectués sur les lieux du crime ne sont pas disponibles. Ils prouvent également que ses empreintes digitales, venant toutes de la main gauche, ne proviennent pas des liens, contrairement aux affirmations erronées des enquêteurs. Elle était dans l'impossibilité physique de se ligoter elle-même, compte tenu de sa rupture de ligament à l'épaule droite, qu’elle soignait depuis peu, étant droitière.
En 2018, la cour d'appel l'acquitte et reconnaît ainsi l'erreur judiciaire du précédent jugement, ainsi que les multiples manquements des enquêteurs.
Dans sa période de reconstruction elle rencontre une femme victime d'une agression, ayant des similitudes, qui s'est produite à la suite d'une dénonciation par son mari de l'entreprise où il travaillait.

## Fiche technique
Sauf indication contraire, les informations mentionnées dans cette section peuvent être confirmées par la base de données cinématographiques Unifrance,  présente dans la section « Liens externes ».
- Titre original : La Syndicaliste
- Réalisation : Jean-Paul Salomé
- Scénario : Fadette Drouard et Jean-Paul Salomé, d'après le livre du même titre de Caroline Michel-Aguirre (2019)
- Musique : Bruno Coulais
- Décors : Françoise Dupertuis
- Costumes : Marité Coutard
- Photographie : Julien Hirsch
- Son : Louis Bart, Marc Doisne, Damien Guillaume, Christoph Schilling et Thomas Wargny Drieghe
- Montage : Valérie Deseine et Aïn Varet
- Production : Bertrand Faivre
- Coproduction : Bettina Brokemper
- Production déléguée : James Benjamin Shannon[12]
- Sociétés de production : Le Bureau (France) ; Heimatfilm (coproduction allemande) ; France 2 Cinéma, Les Films du Camélia et Restons Groupés Productions (coproductions françaises)
- Société de distribution : Le Pacte (France), Weltkino Filmverleih (Allemagne)
- Pays de production :  France /  Allemagne
- Langue originale : français
- Format : couleur — 2,35:1
- Genre : thriller dramatique
- Durée : 122 minutes
- Budget : 7,5 millions d'€
- Dates de sortie :
  - Italie : 2 septembre 2022 (Mostra de Venise)
  - France : 1er mars 2023
  - Belgique : 8 mars 2023
  - Allemagne : 27 avril 2023

## Distribution
Sauf indication contraire ou complémentaire, les informations mentionnées dans cette section proviennent du générique de fin de l'œuvre audiovisuelle présentée ici.

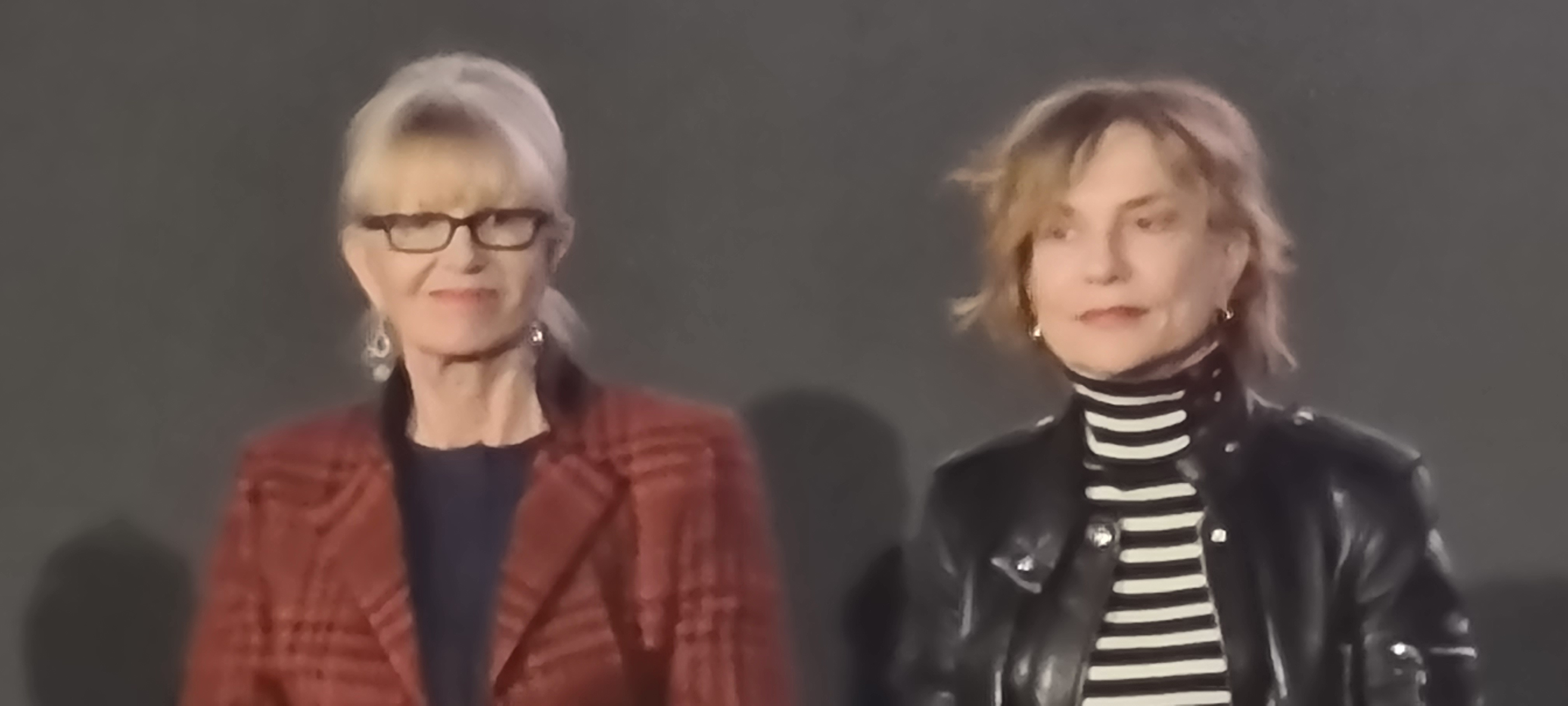
Maureen Kearney et Isabelle Huppert.

- Isabelle Huppert : Maureen Kearney
- Grégory Gadebois : Gilles Hugo
- Marina Foïs : Anne Lauvergeon
- Yvan Attal : Luc Oursel
- François-Xavier Demaison : Jean-Pierre Bachmann
- Christophe Paou : Arnaud Montebourg
- Pierre Deladonchamps : l'adjudant-chef Brémont
- Aloïse Sauvage : Chambard
- Mara Taquin : Fiona, la fille de Maureen et Gilles
- Olivier Loustau : François
- Alexandra Maria Lara : Julie Depret
- François Pérache : maître Duchesne
- Gilles Cohen : maître Hervé Temime
- Christian Hecq : Tirésias
- Bernard Gabay : Henri Proglio
- Andréa Bescond : la présidente du tribunal
- Geno Lechner : Véronique
- Antoine Basler : l'homme au blouson de cuir qui interroge Maureen

Isabelle Huppert ne connaissait pas l'histoire de Maureen Kearney et l'a découverte à la lecture du livre de Caroline Michel-Aguirre

## Tournage, technique narrative et risques juridiques

### Lieux de l'histoire vraie
Le film a été tourné dans les lieux de l'histoire vraie, notamment le village d'Auffargis dans les Yvelines avec en figurants les personnes qui avaient vécu la scène à l’époque. Il reproduit de manière exacte, mot pour mot, les propos de la juge en première instance et, devant la Cour d'appel, ceux du second avocat de Maureen Kearney, Hervé Temime, joué par Gilles Cohen.
Le tournage a lieu en 2022, pendant 40 jours, sur les sites d'Areva à La Défense et à Paris, à Auffargis dans le village des Yvelines où habitait Maureen Kearney en région parisienne et à la Cour d'appel de Versailles, ainsi qu'au bord du Lac d'Annecy ou encore dans un site industriel d'Areva en Allemagne, pour la scène du début où des femmes se font licencier (en Rhénanie-du-Nord-Westphalie).

### Technique narrative
Jean-Paul Salomé venait de travailler avec Isabelle Huppert en 2020 (La Daronne, film qui a connu un bon succès [réf. nécessaire]). Pour l'histoire de Maureen Kearney, il a souhaité être le « plus efficace possible dans la narration », des « rouages économiques, politiques, sociétaux » pour les « filmer de la façon la plus claire possible », en essayant d'être « clair et carré » et en replaçant les faits dans leur contexte « de la façon la plus honnête possible ».
Le film se définit comme un thriller dramatique. Il veut tenir en haleine les spectateurs jusqu'au dénouement, selon Judith Beauvallet d'Écran large, « L'histoire vécue par Maureen Kearney est déjà un thriller en elle-même. Un parcours de combattante traversé dans la douleur, entre idéaux bafoués, corruption généralisée, retournements de situations improbables et bouleversements de vie personnelle ».

### Noms réels et risques juridiques
Alors que le film est présenté dans les médias comme abordant un « dossier sensible et scandale d'État », le metteur en scène a souhaité prévenir les risques juridiques en sollicitant des avocats. C'est l'un des rares[réf. nécessaire] film français avec « les noms réels de personnages publics impliqués », pratique plus courante chez les cinéastes américains. Cette approche existait autrefois chez les cinéastes européens ; les films d'Yves Boisset ou de Costa-Gavras par exemples « ont eu des problèmes de censure » dans les années 1970, question juridique différente de celle de possibles atteintes à la vie privée ou à la mémoire de personnes.

## Accueil

### Accueil critique
En France, le site Allociné donne la note de 3,3⁄5, après avoir recensé 29 critiques de presse.
Les critiques voient dans ce film l'archétype du lanceur d'alerte, une sorte d'« Erin Brockovich à la française ». Le scénario « dépasse toutes les fictions ».
Le Point s'est agacé du personnage principal, interprété par Isabelle Huppert, « une femme insaisissable, imprévisible, voire excentrique avec son look kitsch, ses tenues colorées et sa collection de lunettes et de boucles d'oreilles spectaculaires. » Thomas Baurez dans Première souligne sa « trop superbe maison au bord de l'eau », près du Lac d'Annecy. L'Humanité l'a conseillé « seulement aux fans d'Isabelle Huppert » en dénonçant « l'ambiguïté du personnage principal ».
Exit mag, magazine « des sorties et de la culture à Lyon », a lui apprécié « un thriller politique et psychologique haletant, complexe et pourtant jamais manichéen ». Pour Le Figaro, il a le mérite de révéler « un scandale politico-industriel, étrangement passé sous les radars », mis « en scène avec beaucoup de finesse » et surtout l'action réussie « d'une femme pour retrouver sa dignité et son honneur ».
Dans Le Journal du dimanche, Stéphanie Belpêche a salué un « réquisitoire édifiant » porté par l'actrice Isabelle Huppert « troublante entre force et fragilité », qui a du « génie à porter l'ambiguïté à incandescence », selon la critique du Monde. Le Parisien a salué un film « captivant », où « l'objet du suspense se déplace au fil de l’intrigue » et La Croix un « Erin Brockovich à la française », « particulièrement réussi », servie par « une mise en scène parfaitement orchestrée ». 20 Minutes a de son côté découvert un « film magnifique », de « ceux qui marquent durablement », grâce à un « scénario brillant sous forme de polar », qui « tient le spectateur en haleine, qu'il connaisse ou pas le déroulement » de l'affaire.

### Box-office
Pour son premier jour d'exploitation en France, La Syndicaliste a réalisé 30 915 entrées, dont 10 668 en avant-première, pour un total de 1 423 séances proposées. En comptant l’ensemble des billets vendus pendant ce premier jour, le film se positionne en troisième place du box-office des nouveautés pour sa journée de démarrage, derrière Les Petites Victoires (41 763) et devant Empire of Light (18 362).
Au bout d’une première semaine d’exploitation dans les salles françaises, le long-métrage totalise 192 422 entrées, pour un total de 9 524 séances proposées. En considérant l'ensemble des tickets vendus, y compris ceux en avant-première pour les nouveautés de la semaine, le film se positionne sixième du box-office hebdomadaire, derrière The Fabelmans (202 193) et devant Astérix et Obélix : L'Empire du Milieu (190 917).
Lors de la semaine du Printemps du cinéma 2023, La Syndicaliste réalise 101 203 entrées, pour une dixième place au box-office hebdomadaire, cumulant alors 413 210 entrées en France.
| Pays ou région | Box-office      | Date d'arrêt du box-office | Nombre de semaines |
| -------------- | --------------- | -------------------------- | ------------------ |
| France         | 500 162 entrées | 13 juin 2023               | 15                 |
| Total mondial  | 3 664 801 $     | -                          | -                  |

## Autour du film

### Réaction de Maureen Kearney au film

#### Souhait de relancer l'enquête
Maureen Kearney, syndicaliste CFDT expérimentée et secrétaire du comité de groupe européen d'Areva, qui a dénoncé le risque consécutif au transfert de technologie prévu par un contrat secret signé avec la Chine en 2012, a confié qu'elle a « dû sortir de la salle la première fois qu'elle a vu le film » car il lui était « insupportable » de revivre certaines scènes. Elle a précisé qu'elle a « envie que l’enquête soit relancée », même si elle ne souhaite pas entrer dans un nouveau parcours judiciaire. Dans la réalité, l’instance judiciaire subie était « beaucoup plus dure » que celle décrite dans le film. La scène de la garde à vue, en particulier, était selon elle « bien pire dans la réalité ».
Selon elle, le film est globalement « véridique » car il « retrace bien l'intimidation » subie même s'il est plutôt léger comparé à ce qu'elle a vécu. Le metteur en scène admet qu'il était « dur pour Madame Kearney au départ » de « revivre toute cette histoire ». Il a souhaité se montrer « fidèle au livre et à l'enquête journalistique », qu'il a découvert dans un tweet par hasard.
« J'ai lu le scénario, je suis allée sur le tournage, je suis associée à toutes les avant-premières. Quand j'ai vu le film la première fois, ça a été très compliqué pour moi de replonger dans cette histoire. Aujourd'hui, j'ai la distance adéquate pour le regarder sans que ça m'impacte », a déclaré Maureen Kearney.
Pendant six ans, Maureen Kearney n'a dormi « que par tranches de deux heures, sans cesse réveillée par des cauchemars » et une « colère folle », se demandant « en permanence » comment la France, pays des Droits de l'Homme, a pu « laisser passer cette injustice ». Le soutien de sa famille et « des gens de la CFDT », l'a cependant « sauvée de la dépression » tout comme le fait de s'être rétractée, car elle « n'aurait pas pu vivre » si elle n'avait « pas dit la vérité ». Elle se serait « sans doute suicidée » car elle aurait « eu trop honte ». Selon elle, il lui est difficile de dire aux autres victimes de viols « de porter plainte (…) en leur promettant qu'elles vont être accompagnées » par la Justice, « car ce n'est pas vrai ».

#### Personnage de la jeune policière découvrant un cas similaire
Maureen Kearney, dont l'histoire a inspiré le film, a précisé que le personnage de la jeune policière qui recoupe les données de l'enquête et découvre un cas similaire, avec le même mode opératoire, dans le même département en 2006, avec des actes de barbarie, contre Marie-Lorraine Boquet-Petit, la femme d'un cadre de Veolia Environnement, lanceur d'alerte, est imaginaire. Pour sa part, elle n'a eu affaire qu'à des policiers masculins. Ce n'est pas la police qui a identifié cette autre affaire, bien réelle,,

### Autres réactions
- Jean-Pierre Bachmann, coordinateur CFDT du groupe, a mentionné dans la presse que la CFDT d'Areva recevait des informations en interne. Ce n'est donc pas, comme le présente le film, un cadre d'EDF remonté contre le PDG du groupe à l'époque Henri Proglio qui divulgue ce projet secret de rapprochement avec les Chinois[37].
- Invités par la CFDT Cadres et par la CFDT Métallurgie, le réalisateur, Maureen Kearney et les responsables de la Maison des lanceurs d'alerte ont débattu des thématiques du film le 1er mars 2023 avec 500 participants, adhérents, militants de la CFDT et invités[38].
- La famille de Luc Oursel, PDG d'Areva au moment des faits[39], a dénoncé dans la presse la façon dont Jean-Paul Salomé, metteur en scène de La Syndicaliste et Caroline Michel-Aguirre, l'auteure du livre éponyme, décrivent leur parent[39]. Cette famille affirme qu'il n'a « jamais jeté de chaise sur Maureen Kearney lors d’un conseil d’administration »[39] et n'a « pas cherché à intervenir dans le processus judiciaire[39], en rencontrant par exemple le procureur de Versailles »[39]. La famille de Luc Oursel, mort en 2014[39] d'un cancer du pancréas et interprété par Yvan Attal dans le film[39], estime que le plan social de 2015 est « la conséquence de la baisse de chiffre d’affaires d’Areva et d’un surendettement »[39]. Marc Endeweld, journaliste d'Off-investigation, a exprimé dans la presse économique[40] que le cinéma français s'empare rarement « d'une histoire vraie dans le milieu du pouvoir dont la plupart des protagonistes sont encore vivants »[40].
- Selon Clémentine Autain, députée de La France insoumise, et les députés signataires de la proposition de résolution, la sortie en salle le mercredi 1er mars 2023 de ce film relance les interrogations sur ce qui ressemble à un scandale d’État. Ils demandent « la création d'une commission d'enquête parlementaire relative à « l’affaire Maureen Kearney » et ses implications en matière de fonctionnement de nos institutions, de nos principes démocratiques et de notre souveraineté industrielle »[41],[42].

## Nominations, sélections, distinctions
- Prix du public au Festival du film de société de Royan en 2022.
- Festival international du film de Marrakech 2022 : dans la section « Séances de gala »[43]
- Festival du film français d'Helvétie 2022 : dans la section « Les grandes premières »[44]
- Mostra de Venise 2022 : en compétition, dans la section « Orizzonti »[3],[45]
  - Prix spécial du jury
  - Prix du meilleur film

### Documentaire
- Anna Robert, « L'affaire Maureen Kearney, 1ère partie » [vidéo], sur Émission "La France en Vrai", france.tv, 52 min, 2 mars 2023 (consulté le 4 mars 2023).
- Anna Robert, « L'affaire Maureen Kearney, 2ème partie » [vidéo], sur Émission "La France en Vrai", france.tv, 52 min, 2 mars 2023 (consulté le 4 mars 2023).

### Émission de radio
- Fabrice Drouelle, « La Syndicaliste et le Scandale d’État » [audio], sur Affaires sensibles, France Inter, Radio France, 18 février 2020 (consulté le 1er mars 2023).